# Marianne Heemskerk

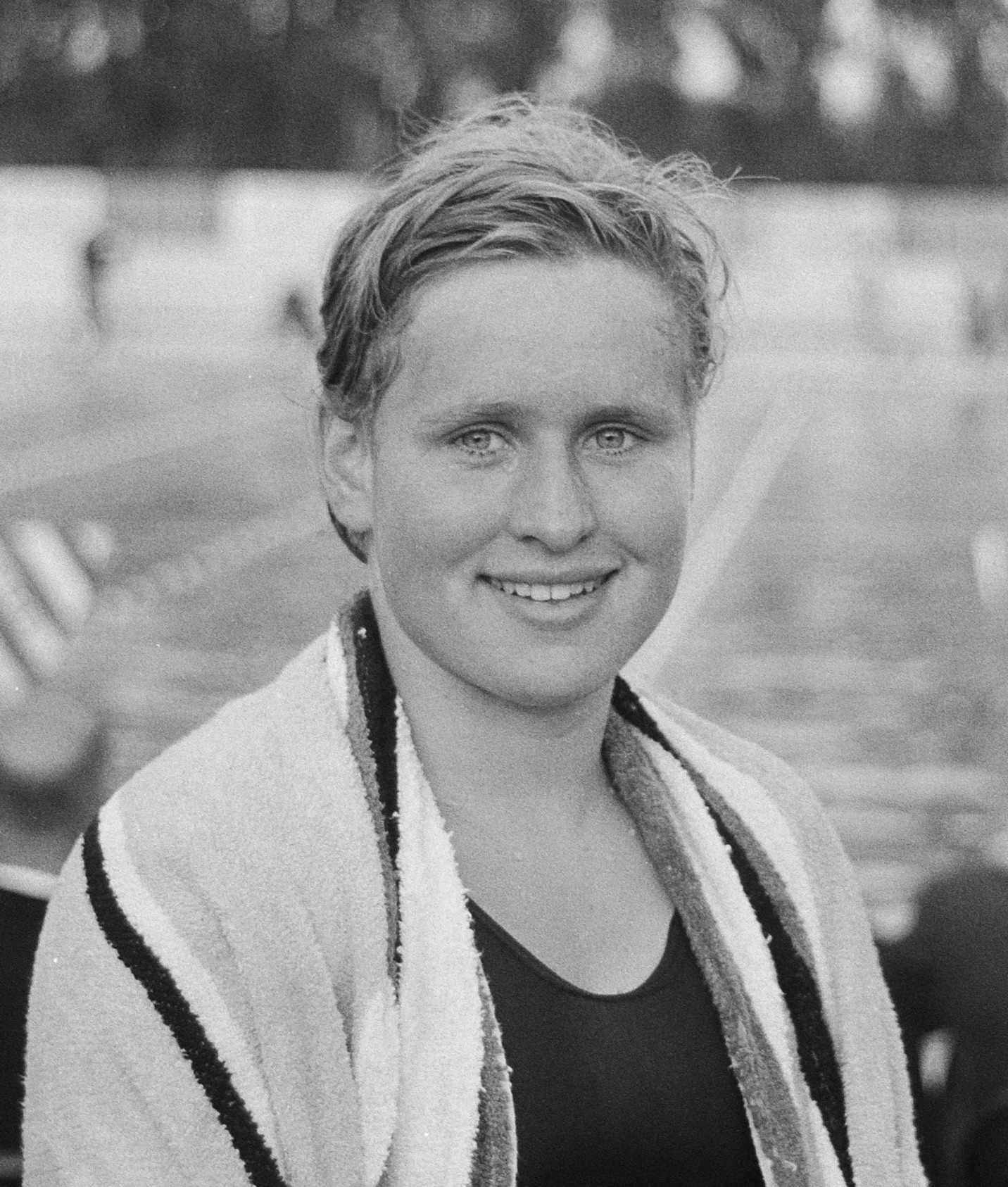
Marianne Heemskerk (1960)

Marianne Yvonne Heemskerk (* 28. August 1944 in Rotterdam) ist eine ehemalige niederländische Schwimmerin. Sie war 1960 Olympiazweite und 1962 Europameisterschaftsdritte im 100-Meter-Schmetterlingsschwimmen.

## Karriere
Marianne Heemskerk stellte 1960 auf der 200-Meter-Schmetterlingsstrecke mit 2:34,4 Minuten einen Weltrekord auf, der 1961 unterboten wurde. Als Europarekord hatte die Zeit bis 1964 Bestand. Allerdings stand die 200-Meter-Strecke in den frühen 1960er Jahren nicht auf dem Wettkampfprogramm bei großen internationalen Meisterschaften.
Bei den Olympischen Spielen 1960 in Rom trat Heemskerk über 100 Meter an und qualifizierte sich mit der drittbesten Zeit für das Finale. Im Finale siegte Carolyn Schuler aus den Vereinigten Staaten mit fast einer Sekunde Vorsprung vor Heemskerk, die in 1:10,4 Minuten die Silbermedaille vor der Australierin Jan Andrew gewann. Die niederländische 4-mal-100-Meter-Lagenstaffel mit Ria van Velsen, Ada den Haan, Tineke Lagerberg und Erica Terpstra qualifizierte sich mit der schnellsten Vorlaufzeit für das Finale. Im Finale schwamm Marianne Heemskerk für Tineke Lagerberg auf der Schmetterlingslage. Es siegte die Staffel aus den Vereinigten Staaten vor den Australierinnen. Dahinter wiesen die Deutschen als Dritte, die Niederländerinnen als Vierte und die Britinnen als Fünfte die gleiche Zeit von 4:47,6 Minuten auf.
Zwei Jahre später bei den Schwimmeuropameisterschaften 1962 in Leipzig war Heemskerk zumindest auf der kurzen Schmetterlings-Distanz nicht mehr die beste Niederländerin. Es gewann ihre Landsfrau Ada Kok vor Ute Noack aus der DDR. Dahinter sicherte sich Heemskerk die Bronzemedaille. 1964 traten bei den Olympischen Spielen in Tokio Ada Kok und Adrie Lasterie über 100 Meter Schmetterling an. Heemskerk startete im 400-Meter-Lagenschwimmen und verpasste als Zehnte der Vorläufe den Finaleinzug um 0,3 Sekunden.
Marianne Heemskerk schwamm für den ZV Naarden. Sie war mit dem Radsportler Jaap Oudkerk verheiratet, die Ehe wurde später geschieden.